# A Persistência da Memória
A Persistência da Memória  (em castelhano:  La persistencia de la memoria; em catalão:  La persistència de la memòria) é uma pintura do artista surrealista Salvador Dalí de 1931. A pintura está localizada na coleção do Museu de Arte Moderna (MoMA) de Nova Iorque desde 1934. É amplamente reconhecida e frequentemente referenciada na cultura popular.
Em sua autobiografia, Dalí conta que levou duas horas para pintar a maior parte da obra (do total de menos de cinco horas), enquanto esperava sua esposa voltar do teatro. Neste dia, o pintor se sentira cansado e com uma leve dor de cabeça, não indo ao teatro com sua esposa e amigos. Ao retornar do filme, Dalí mostrou a obra a sua esposa, vendo em sua face a "contração inequívoca de espanto e admiração". Ele, então, perguntou-lhe se ela achava que em três anos ela esqueceria aquela imagem, tendo como resposta que "ninguém poderia esquecê-la uma vez vista". Mas muita gente quer saber o que essa imagem representa. “Toda a minha ambição no campo pictórico é materializar as imagens da irracionalidade concreta com a mais imperialista fúria da precisão”. Esta frase de Dalí resume a pintura em questão; os elementos irreais – relógios derretidos – misturam-se com imagens familiares aos olhos humanos, criando uma impressão de que eles realmente estão ali.
- Ao fundo, podemos observar um penhasco e o mar no horizonte. Essa paisagem é o retrato do local onde Dalí vivia, na Catalunha. Neste quadro, ele preferiu retratá-las sem qualquer símbolo metafórico, limitando-se ao real.
- No canto esquerdo da tela, algumas formigas reúnem-se em cima de um dos relógios. Estes insetos são a única representação de vida na pintura, além da mosca sobre o relógio que se encontra próximo ao descrito anteriormente. O pintor surrealista não gostava de formigas e quando as colocava nas suas obras era com o objetivo de simbolizar a putrefação.